# Identificatie (psychologie)
Identificatie is een term uit de psychologie, die voor het eerst werd gebruikt door Sigmund Freud. Identificatie staat voor het vergroten van gevoelens van eigenwaarde door vereenzelviging met een persoon of instelling van aanzien.
Voorbeelden: een bedeesde man die trots is op de overwinningen van zijn bokskampioen, alsof hij zelf een agressieve, onbevreesde overwinnaar was. 
Een moeder die vroeger zangeres wilde zijn maar nooit de top bereikt heeft, haar dochter kan misschien wel de top bereiken en de moeder doet er alles voor dat het voor haar dochter zou lukken om die top te bereiken.